# Верея (футбольний клуб)
ФК «Верея» Стара Загора (болг. Футболен Клуб Верея – Стара Загора) — болгарський футбольний клуб з міста Стара Загора, заснований у 2001 році. Виступає у Першій лізі. Домашні матчі приймає на стадіоні «Трейс Арена», потужністю 3 500 глядачів.